# Ивами Гиндзан
Ивами Гиндзан (на японски: 石見銀山, „Сребърната планина Ивами“) е старинна мина за сребро в град Ода, префектура Шимане, остров Хоншу, Япония. Добавена е в списъка на световното наследство през 2007 година.
Рудникът е разработен през 1526 година от търговеца Камия Джутеи. Мината достига върха на производството си на сребро в началото на 17 век, когато произвежда по 38 тона сребро на година, или една трета от световната продукция на метала по това време. Среброто от мината се е използвало главно за монети. Редица военни командири водят спорове и сражения около собствеността на мината до 1600 година, когато шогунатът Токугава поема контрол върху местността след битката при Секигахара. Впоследствие мината бива укрепена с ограда и стена от дървета, а замъкът Ямабуки бива построен в центъра на комплекса.
Производството на сребро спада през 19 век и след като добивът става нерентабилен, мината е затворена.
Части от миньорския град са много добре запазени и са определени от японското правителство като „район със специално опазване“, а по-късно предлага комплекса за списъка на световното наследство. Кандидатурата е одобрена през 2007 година, макар Международният съвет по монументите и археологическите обекти не намира мината за обект с „изключителна и универсална стойност“.